# AE Holargos
Der AE Holargos (griechisch Αθλητική Ένωση Χολαργού Athlitiki Enosi Cholargoú, deutsch ‚Sportvereinigung Holargos‘), ehemals unter der Bezeichnung Holargos KO, im englischsprachigen Raum auch als Holargos BC bekannt, ist ein griechischer Basketballverein, der in Cholargos beheimatet ist.

## Historie
Der 1982 als Abteilung des 1948 gegründeten Fußballvereins OF Holargos entstandene Verein Holargos KO nahm seinen Spielbetrieb in den untersten Spielklassen Attikas auf, bevor er sich 1989, durch die Lösung vom Mutterverein, emanzipierte, um fortan als eigenständiger Verein agieren zu können. Ein Jahr später zog der Klub in seine neue Spielstätte Klisto Antonis Tritsis um.
Zur Saison 2012/13 gelang dem Verein der erstmalige Aufstieg in die Beta Ethniki, der dritthöchsten Spielklasse. Ihre Debütsaison beendete der Klub mit 14 Siegen und 12 Niederlagen auf dem sechsten Rang. Nach weiteren drei Spielzeiten in der dritten Liga, fusionierte Holargos KO im Sommer 2016 mit dem Zweitligisten AE Livadia und so spielte der Verein in der Saison 2016/17, unter ihrer neuen Bezeichnung AE Holargos, in der A2 Ethniki, der zweithöchsten Spielklasse, die sie auf dem sechsten Platz beenden konnte.
In der Saison 2017/18 nahm die Vereinigung hinter dem GS Peristeri den zweiten Rang ein und so spielte der AE Holargos in der Saison 2018/19 erstklassig. Seine Premierensaison beendete der Klub unter der Leitung von Aris Lykogiannis auf dem achten Rang der Hauptrunde und unterlag in den folgenden Playoffs dem AEK Athen in der ersten Runde mit 1:2 Spielen. Einige Wochen später wurde durch die Vereinsleitung bekannt gegeben, aufgrund finanzieller Schwierigkeiten, werde der Klub mit dem Kolossos Rhodos fusionieren. Durch den Verlust ihres professionellen Status stieg der Verein somit in die Beta Ethniki (Amateurbereich) ab.